# Saison 3 de Mr. Robot
 (décembre 2017).
Si vous disposez d'ouvrages ou d'articles de référence ou si vous connaissez des sites web de qualité traitant du thème abordé ici, merci de compléter l'article en donnant les références utiles à sa vérifiabilité et en les liant à la section « Notes et références ».
Chronologie
Saison 2 Saison 4
Cet article présente le guide des épisodes de la troisième saison de la série télévisée américaine Mr. Robot.

## Généralités
- La troisième saison de la série a été annoncée le 16 août 2016.
- La diffusion originale de cette saison a démarré le mercredi 11 octobre 2017 et s'est conclue le 13 décembre 2017 sur USA Network.
- Au Canada, la saison a été diffusée en simultané sur Showcase.

## Distribution

### Acteurs principaux
- Rami Malek (VF : Julien Lucas) : Elliot Alderson, un informaticien et hacker redoutable, technicien de sécurité pour Allsafe Security. Il souffre d'anxiété sociale.
- Carly Chaikin (VF : Christine Braconnier) : Darlene Alderson, l'une des hackeuses de Fsociety, en réalité la sœur cadette d'Elliot Alderson.
- Portia Doubleday (VF : Ludivine Maffren) : Angela Moss, amie d'enfance d'Elliot et collègue de travail à Allsafe Security.
- Martin Wallström (VF : Valéry Schatz) : Tyrell Wellick, d'origine suédoise, Vice-président sénior chargé de la technologie à E Corp.
- Michael Cristofer (VF : Bernard Lanneau) : Philipp Price, le nouveau PDG d'E Corp.
- Stephanie Corneliussen (VF : Emmanuelle Rivière) : Joanna Wellick, femme intrigante de Tyrrell.
- Grace Gummer (VF : Christèle Billault) : Dominique « Dom » DiPierro, agent du FBI
- B. D. Wong (VF : Xavier Fagnon) : « Whiterose », ou Zhang, femme transgenre, leader du groupe de hackers « The Dark Army » et Ministre de la Sécurité de l'état
- Bobby Cannavale (VF : Constantin Pappas) : Irving, un vendeur de voiture « laconique et pratique »
- Christian Slater (VF : Boris Rehlinger) : "Mr. Robot", Edward Alderson, l'activiste à la tête du groupe de hackers nommé Fsociety, en réalité le spectre du défunt père d'Elliot Alderson.

### Acteurs secondaires
- Gloria Reuben (VF : Brigitte Berges) : Krista Gordon, la thérapeute de Elliot
- Josh Mostel : Bo
- Azhar Khan (en) (VF : Charles Borg) : Sunil "Mobley" Markesh, membre de Fsociety.
- Sunita Mani (en) (VF : Olivia Luccioni) : Shama "Trenton" Biswas, membre de Fsociety, iranienne.
- Michael Drayer (VF : Mathias Timsit) : Cisco, l’ancien petit ami de Darlene qui est en contact avec le groupe d’hackers « The Dark Army ».
- Joey Badass (VF : Ricky Tribord) : Leon, nouveau voisin et ami d’Elliot.
- Omar Metwally (VF : Nessym Guetat) : agent Ernesto Santiago
- Grant Chang (VF : Taric Mehani) : l'assistant et amant de Whiterose
- Stephen Lin : L'homme aux hamburgers, le contact d'Elliot à la Dark Army
- Ramy Youssef (VF : Sébastien Finck) : Samar Swailem, employé d'E-Corp
- Christine M. Campbell : Janet Robinson
- Kathryn Danielle : Bobbi
- Rizwan Manji (en) (VF : Marc Saez) : Norm, partenaire de Dom

## Liste des épisodes

### Épisode 1:3c0n0mi3-d'3n3rgi3.h
- États-Unis /  Canada : 11 octobre 2017 sur USA Network / Showcase
- Belgique : 8 janvier 2018 sur La Deux[1] (en VF)
- France : 17 décembre 2018 sur France 2

- États-Unis : 0,68 million de téléspectateurs(première diffusion)

Depuis une centrale nucléaire arrêtée, Zhang considère la position d'Elliot dans le plan de la Dark Army. Ne croyant pas aux coïncidences, elle trouve normal de laisser la vie sauve au fils d'Edward Alderson, tant qu'il n’aura pas accompli son objectif.
Tyrell a tiré sur Elliot et appelle Irving, un agent de la Dark Army, à la rescousse. Elliot est sauvé et se réveille huit jours plus tard chez Angela. Il repense aussitôt à son plan et se rend dans l’immeuble qui contenait la sauvegarde des données d'Evil Corp, déjà vide. Il retrouve Darlene réfugiée dans son appartement, décidée à connaitre tout son plan. Il cache l'implication de Tyrell Wellick et tente de finir ce qu'il a commencé. Darlene l'amène à un tournoi de piratage d'où Elliot peut utiliser la connexion Internet et fermer la backdoor. Mais il est surpris par la Dark Army et Irving les aide à semer les hommes du FBI. Elliot exige la fin de la Phase 2 de Whiterose. Il demande plus tard à Angela de lui trouver un poste chez Evil Corp d'où il pourra réparer les dégâts qu'il a commis.

### Épisode 2:annu13r.gz
- États-Unis /  Canada : 18 octobre 2017 sur USA Network / Showcase
- Belgique : 8 janvier 2018 sur La Deux[2] (en VF)
- France : 17 décembre 2018 sur France 2

- États-Unis : 0,52 million de téléspectateurs (première diffusion)

Elliot a pris son nouveau poste à E Corp, d'où il tente de retarder la Phase 2. Il falsifie les bons de transport des fichiers physiques pour les éloigner de New York tout en tentant de trouver un manager prêt à écouter ses conseils ; ce faisant, il fait renvoyer les managers inutiles et profiteurs d'E Corp en dénonçant leurs crimes au FBI.
Joanna Wellick donne une interview télévisée sur l'arrestation de Scott Knowles, au cours de laquelle elle déclare son amour pour son mari Tyrell. Son ancien amant, Derek, la retrouve et la tue dans sa voiture avant d'être abattu par Mr. Sutherland. 
Une nouvelle vidéo est postée sur le compte de fsociety mais Darlene affirme ne pas être impliquée. Dom la pousse à révéler les liens entre Elliot et Tyrell, dont elle ignore tout et découvre l’existence en entendant l’enregistrement de l'appel d'Elliot à Tyrell quand il était en prison. Darlene accepte donc de revoir Elliot et pendant qu'il dort, implante un rootkit dans son ordinateur ; Mr Robot surgit alors et la menace.
La monnaie Ecoin est sur le point de devenir la monnaie de change mondiale, seule la Chine résiste. Phillip Price ordonne donc à Zhang d'accepter en échange du vote des Nations Unies pour l'annexion du Congo par la Chine, et Zhang répond en menaçant Angela. Plus tard, Zhang décide de lancer la Phase 2 le jour du vote, quel que soit le résultat.

### Épisode 3:h3ritag3.so
- États-Unis /  Canada : 25 octobre 2017 sur USA Network / Showcase
- Belgique : 15 janvier 2018 sur La Deux
- France : 18 décembre 2018 sur France 2

- États-Unis : 0,54 million de téléspectateurs (première diffusion)

La nuit du piratage, dans l'ancienne fête foraine, Mr. Robot a voulu abattre Tyrell mais l’arme s'est enrayée. Tyrell y voit un signe divin approuvant l'union des deux hommes et Mr. Robot hésite avant d'accepter de l’utiliser pour la Phase 2. Irving arrive alors avec deux hommes de la Dark Army : Gideon a appris pour le honeypot que Tyrell a fermé, faisant de lui l'homme le plus recherché du pays. Irving se charge d'emmener Tyrell dans une maison isolée. Un psychologue vient l'interroger sur sa loyauté et Tyrell en vient à reconnaitre qu'il ne sera loyal qu'envers Elliot. Zhang accepte donc de travailler avec Tyrell et Elliot, organisant la libération anticipée d'Elliot tout en surveillant l’élection présidentielle américaine.
Tyrell obtient ainsi un accès Internet pour développer le code nécessaire à la Phase 2. C'est ainsi lui qui programme la femtocell de Cisco. Quand il apprend que Joanna va demander le divorce, il craque et sort de son refuge. Il est vite rattrapé par un policier local, tué par l'agent Santiago du FBI pendant qu'Irving s'assure que Tyrell ne retentera pas de fuir en lui assurant qu'il retrouvera sa famille une fois toute l’histoire terminée. Irving surveille également Elliot en prison par son contact, Leon.

### Épisode 4:m3tadata.par2
- États-Unis /  Canada : 1er novembre 2017 sur USA Network / Showcase
- Belgique : 15 janvier 2018 sur La Deux
- France : 18 décembre 2018 sur France 2

- États-Unis : 0,55 million de téléspectateurs (première diffusion)

Darlene surprend Elliot dans l'appartement que lui fournit le FBI. Elle parvient à maîtriser sa méfiance et son agressivité face à l'intrusion qu'elle a tenté de lui faire subir en jouant sur leur relation fraternelle et leur crainte vis-à-vis de Mr. Robot. Elliot sait que la phase 2 est maintenue par Mr. Robot, qui resurgit la nuit quand Elliot dort, aussi il demande à Darlene de le veiller la nuit et l’installe dans l’appartement de Shayla, vide depuis la mort de la jeune femme. Darlene prend le risque de laisser surgir Mr. Robot et de le suivre, découvrant l'implication d'Angela. En découvrant qu'Elliot a détourné les documents de la sauvegarde d'E.Corp, Tyrell est prêt à abandonner avec les nouveaux délais imposés par Whiterose. Quand Mr. Robot s'énerve, Elliot revient et voit Tyrell avec Angela ; la jeune femme injecte un sédatif à son ami. Dans la journée, Angela demande à Phillip Price de renvoyer Elliot d'E.Corp, sans poser de questions et comme une faveur qu'elle lui rendra. Irving doit calmer Tyrell, qui trouve un plan pour ramener tous les documents sur place en 3 jours en échange d'un refuge pour sa famille après la phase 2.

### Épisode 5:3rr3ur_d'3x3cuti0n.r00
- États-Unis /  Canada : 8 novembre 2017 sur USA Network / Showcase
- Belgique : 22 janvier 2018 sur La Deux
- France : 18 décembre 2018 sur France 2

- États-Unis : 0,52 million de téléspectateurs (première diffusion)

Elliot reprend conscience dans l’ascenseur d'E. Corp, le lundi où doit avoir lieu le vote des Nations Unies sur l’annexion du Congo par la Chine. Sans aucun souvenir des quatre derniers jours, il cherche à rassembler les événements et découvre que la Phase 2 est sur le point d'être lancée, mais qu'il va être licencié et perdre l’accès aux serveurs de l’entreprise. Il tente de fuir la sécurité mais échoue et il est sorti du bâtiment, au pied duquel se tient un grand rassemblement de manifestants. Il y retrouve Darlene, qui lui avoue qu'elle collabore avec le FBI et qu'elle sait qu'Angela travaille avec Mr. Robot.

### Épisode 6:c0mmand3ki11.inc
- États-Unis /  Canada : 15 novembre 2017 sur USA Network / Showcase
- Belgique : 22 janvier 2018 sur La Deux
- France : 18 décembre 2018 sur France 2

Elliot essaie de pousser Angela à lui révéler son implication mais elle reste loyale à Whiterose. En voyant le sac du coursier de la Dark Army, Elliot comprend que Wellick se cache dans un restaurant Wheelbarrow et en informe Darlene avant de courir vers l'immeuble piégé. L'agent Di Pierro veut capturer Wellick mais Santiago, qui travaille en secret pour la Dark Army, la ralentit. Elle choisit donc de se rendre directement sur place, alors qu'Irving arrange la fuite de Wellick.

### Épisode 7:fr3drick+tanya.chk
- États-Unis /  Canada : 22 novembre 2017 sur USA Network / Showcase
- Belgique : 29 janvier 2018 sur La Deux
- France : 19 décembre 2018 sur France 2

Elliot dévasté se réfugie chez Krista pour tout avouer avant d'être retenu par Mr. Robot, qui convainc la psychiatre du rôle d'Elliot dans l’attaque du 9 mai. Darlene voit Angela s'enfermer dans un délire où les morts des attaques s'en sortiront. Mr. Robot veut confronter Irving, mais ce dernier l'assomme et l'amène à une fête pour lui faire comprendre que sa révolution n'a fonctionné que parce que les élites l'ont permis. Price prend la mesure des événements et comprend que Zhang a le contrôle de tout depuis le début. Quand le PDG, qui se sait sur le point de tomber, demande des explications, Zhang répond qu'il s'agit d'une punition pour avoir échoué à contrôler Angela et sa plainte contre E Corp.

### Épisode 8:n3_m3_supprim3_pas.ko
- États-Unis /  Canada : 29 novembre 2017 sur USA Network / Showcase
- Belgique : 29 janvier 2018 sur La Deux
- France : 19 décembre 2018 sur France 2

### Épisode 9:phas3_3.torrent
- États-Unis /  Canada : 6 décembre 2017 sur USA Network / Showcase
- Belgique : 5 février 2018 sur La Deux
- France : 19 décembre 2018 sur France 2

- Michel Gill

### Épisode 10:arr3t_du_syst3m.r
- États-Unis /  Canada : 13 décembre 2017 sur USA Network / Showcase
- Belgique : 5 février 2018 sur La Deux
- France : 19 décembre 2018 sur France 2

Santiago enlève Darlene et doit assommer DiPierro pour l’emmener avec lui, la jeune agente comprenant que son supérieur est une taupe de la Dark Army. La vie de Darlene étant menacée, Elliot accepte de renouer son lien avec Mr Robot, mais alors qu'ils fouillent l'appartement de Santiago, Irving les surprend et les emmène dans la maison isolée où Wellick a vécu plusieurs mois ; Darlene et DiPierro y sont gardées dans une grange par Leon et des agents masqués. Contre toute attente, Irving tue Santiago et contraint Dom à devenir leur nouvelle taupe. Grant arrive pour tuer personnellement Elliot et Darlene. Elliot tente de l'en dissuader, d'abord en lui révélant qu'il a le contrôle du réseau de la Dark Army puis en affirmant pouvoir accélérer l'implantation de la plate-forme au Congo. Whiterose, assistant par caméra à la scène, ordonne à Leon de tuer les agents et à Grant d'épargner Elliot ; l'amant se suicide. Price a recueilli Angela alors en plein délire dans la rue. Pour l'aider à la ramener à la réalité, il lui révèle être son père biologique et qu'il veut la libérer du délire de Whiterose.
Dom, furieuse et brisée, donne son accès aux machines du FBI avant de cracher sa haine sur Darlene et partir. Dans les fichiers de Romero, Elliot découvre que c'est Mr Robot qui a fait une sauvegarde des clés de chiffrement ; le double explique son geste par le fait qu'Elliot et lui sont plus liés qu'ils ne le pensent et que faire une sauvegarde par prudence, au cas où l'opération échouerait, est ce qu'Elliot aurait fait à sa place. Elliot accepte donc une nouvelle collaboration contre les véritables responsables et envoie les données pour défaire le piratage d'E Corp.